# Laperousea
Laperousea là một chi nhện trong họ Linyphiidae.